# Guyana op de Olympische Jeugdzomerspelen 2010
Guyana nam deel aan de Olympische Jeugdzomerspelen 2010 in Singapore, de eerste editie van de Olympische Jeugdspelen.

## Deelnemers en resultaten
(m) = mannen, (v) = vrouwen 

### Atletiek
| Olympiër       | Discipline | Resultaat | Prestatie                                                  |
| -------------- | ---------- | --------- | ---------------------------------------------------------- |
| Chavez Ageday  | 100 m (m)  | 12e       | 1R serie 3: 11,09 (3e) B-finale: 10,90 (4e)                |
|                |            |           |                                                            |
| Jevina Straker | 1000 m (v) | 21e       | kwalificatie serie 1: 3.08,19 (12e) B-finale: 2.57,41 (4e) |

### Tafeltennis
| Olympiër                                        | Discipline    | Resultaat | Prestatie |
| ----------------------------------------------- | ------------- | --------- | --- |
| Adiëlle Rosheuvel                               | enkelspel (v) | 2e ronde  | 1e ronde groep D: (4e) 0-3 BRA Caroline Kumahara (3-11, 2-11, 6-11) 0-3 TPE Hsin Huang (6-11, 4-11, 2-11) 0-3 RUS Yana Noskova (4-11, 4-11, 2-11) 2e ronde B-fase groep FF: (4e) 0-3 FRA Celine Pang (5-11, 4-11, 6-11) 0-3 AUS Lily Phan (5-11, 5-11, 6-11) 0-3 BLR Katsiaryna Baravok (4-11, 2-11, 4-11) |
|                                                 |               |           | |
| Adiëlle Rosheuvel + ECU Rodrigo Tapia PanAm-III | gemengd team  | 2e ronde  | 1e ronde groep D: (4e) 0-3 Nederland AR 0-3 Britt Eerland (5-11, 4-11, 6-11) RT 1-3 Koen Hageraats (6-11, 12-14, 11-9, 8-11) GD 0-3 (3-11, 2-11, 7-11) 0-3 Noord-Korea AR 0-3 Kim Song-i (2-11, 1-11, 6-11) RT 0-3 Kim Kwang-song (12-14, 6-11, 6-11) GD 0-3 (8-11, 3-11, 8-11) 1-2 Intercontinentaal-I AR 0-3 CHN Gu Yuting (2-11, 3-11, 7-11) RT 3-1 TUN Adem Hmam (12-10, 11-4, 6-11, 12-10) GD 0-3 (2-11, 5-11, 1-11) 2e ronde (B-fase): (4e) 0-2 Europa-VI AR 0-3 SLO Alex Galic(5-11, 6-11, 7-11) RT 0-3 AUT Stefan Leibgeb (4-11, 9-11, 9-11) |

### Zwemmen
| Olympiër  | Discipline     | Resultaat | Prestatie                |
| --------- | -------------- | --------- | ------------------------ |
| Henk Lowe | 200 m vrij (m) | 43e       | 1R serie 1: 2.23,43 (5e) |
| Henk Lowe | 400 m vrij (m) | 28e       | 1R serie 1: 5.09,04 (4e) |

Afghanistan · Albanië · Algerije · Amerikaanse Maagdeneilanden · Amerikaans-Samoa · Andorra · Angola · Antigua en Barbuda · Argentinië · Armenië · Aruba · Australië · Azerbeidzjan · Bahama's · Bahrein · Bangladesh · Barbados · België · Belize · Benin · Bermuda · Bhutan · Bolivia · Bosnië en Herzegovina · Botswana · Brazilië · Britse Maagdeneilanden · Brunei · Bulgarije · Burkina Faso · Burundi · Cambodja · Canada · Centraal-Afrikaanse Republiek · Chili · China · Chinees Taipei · Colombia · Comoren · Congo-Brazzaville · Congo-Kinshasa · Cookeilanden · Costa Rica · Cuba · Cyprus · Denemarken · Djibouti · Dominica · Dominicaanse Republiek · Duitsland · Ecuador · Egypte · El Salvador · Equatoriaal-Guinea · Eritrea · Estland · Ethiopië · Fiji · Filipijnen · Finland · Frankrijk · Gabon · Gambia · Georgië · Ghana · Grenada · Griekenland · Groot-Brittannië · Guam · Guatemala · Guinee · Guinee‑Bissau · Guyana · Haïti · Honduras · Hongarije · Hongkong · Ierland · IJsland · India · Indonesië · Irak · Iran · Israël · Italië · Ivoorkust · Jamaica · Japan · Jemen · Jordanië · Kaaimaneilanden · Kaapverdië · Kameroen · Kazachstan · Kenia · Kirgizië · Kiribati · Koeweit · Kroatië · Laos · Lesotho · Letland · Libanon · Liberia · Libië · Liechtenstein · Litouwen · Luxemburg · Macedonië · Madagaskar · Malawi · Malediven · Maleisië · Mali · Malta · Marshalleilanden · Marokko · Mauritanië · Mauritius · Mexico · Micronesië · Moldavië · Monaco · Mongolië · Montenegro · Mozambique · Myanmar · Namibië · Nauru · Nederland · Nederlandse Antillen · Nepal · Nicaragua · Nieuw-Zeeland · Niger · Nigeria · Noord-Korea · Noorwegen · Oeganda · Oekraïne · Oezbekistan · Oman · Oostenrijk · Oost‑Timor · Pakistan · Palau · Palestina · Panama · Papoea-Nieuw-Guinea · Paraguay · Peru · Polen · Portugal · Puerto Rico · Qatar · Roemenië · Rusland · Rwanda · Saint Kitts en Nevis · Saint Lucia · Saint Vincent en Grenadines · Salomonseilanden · Samoa · San Marino · Sao Tomé en Principe · Saoedi-Arabië · Senegal · Servië · Seychellen · Sierra Leone · Singapore · Slovenië · Slowakije · Soedan · Somalië · Spanje · Sri Lanka · Suriname · Swaziland · Syrië · Tadzjikistan · Tanzania · Thailand · Togo · Tonga · Trinidad en Tobago · Tsjaad · Tsjechië · Tunesië · Turkije · Turkmenistan · Tuvalu · Uruguay · Vanuatu · Venezuela · Verenigde Arabische Emiraten · Verenigde Staten · Vietnam · Wit-Rusland · Zambia · Zimbabwe · Zuid-Afrika · Zuid-Korea · Zweden · Zwitserland